# Halzhausen
Halzhausen ist ein Ortsteil der Gemeinde Lonsee im Alb-Donau-Kreis in Baden-Württemberg. Das Dorf liegt circa einen Kilometer südlich von Lonsee.

## Geschichte
Halzhausen wird 1108 erstmals urkundlich erwähnt. Luitgard schenkte hier 1108 dem Kloster Blaubeuren Güter. Von den Grafen von Helfenstein wurde Halzhausen 1382 an Ulm verpfändet und 1396 verkauft. Den Blaubeurer Besitz erwarb Ulm 1534 durch Tausch. Mit Sinabronn zählte Halzhausen zum Amt Lonsee der Ulmer Unteren Herrschaft. 
Im Jahr 1803 kam Halzhausen an Bayern und 1810 durch den Grenzvertrag zwischen Bayern und Württemberg an das Königreich Württemberg.
Halzhausen wurde am 1. April 1972 nach Lonsee eingemeindet.

## Wappen
Wappenbeschreibung: „In Rot ein schwebendes silbernes (weißes) Kreuz, am 1. und 4. Platz von je einer silbernen (weißen) Pilgermuschel, am 2. und 3. Platz von je einem gestürzten silbernen (weißen) Hufeisen begleitet.“